# Armando Di Tullio
Armando Di Tullio (Roma, 3 aprile 1913 – Alessandria d'Egitto, 4 luglio 1940) è stato un aviatore e militare italiano.
Maresciallo armiere della specialità bombardamento, partecipò alla Guerra d'Etiopia, alla Guerra di Spagna e alla seconda guerra mondiale. Caduto in combattimento sul cielo di Alessandria d'Egitto per il suo comportamento nell'ultima missione fu decorato di Medaglia d'oro al valor militare alla memoria.

## Biografia

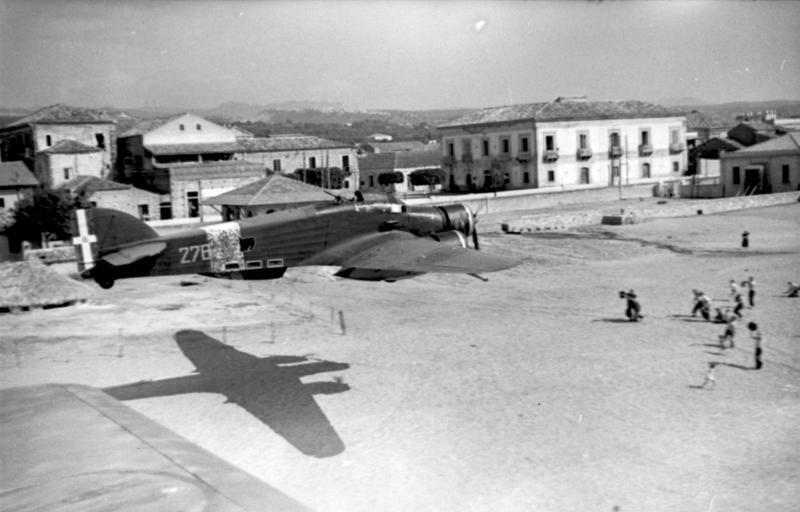
Un bombardiere S.79 Sparviero durante un passaggio a bassa quota su un campo d'aviazione dell'Africa settentrionale.

Nacque a Roma il 19 settembre 1906, ed entrò nella Regia Aeronautica come allievo armiere, prestando servizio presso il 1º Stormo Caccia Terrestre di Gorizia tra il 1931 e il 1934. Passò quindi presso il 5º Stormo Assalto, e nel 1935 partì volontario per l'Africa Orientale Italiana come sergente armiere, partecipando alla Guerra d'Etiopia inquadrato nella 116ª Squadriglia dell'Aeroporto di Macallè, passando al termine delle ostilità alla 64ª Squadriglia dell'Addis Abeba dove rimase fino al 1938 quando rientrò in Patria. Promosso sergente maggiore partì per la guerra di Spagna, prestando servizio nell'Aviazione Legionaria, dove per le sue azioni fu decorato con una Medaglia di bronzo al valor militare. Nel 1939, con la fine del conflitto, rientrò in Italia per essere destinato alla 67ª Squadriglia, 34º Gruppo, 11º Stormo Bombardamento Terrestre equipaggiata con i bombardieri Savoia-Marchetti S.79 Sparviero. L'entrata in guerra dell'Italia, il 10 giugno 1940, lo vide compiere alcune missioni su Malta, prima del trasferimento sull'aeroporto di Gadurrà a Rodi. L'inizio delle operazioni nel settore dell'Egeo comportò missioni sul Mediterraneo orientale, e il 4 luglio dieci bombardieri Savoia-Marchetti S.79 Sparviero decollarono da Gadurrà per un'incursione su Alessandria d'Egitto. Il suo velivolo, pilotato dal maggiore Vittorio Cannaviello, fu pesantemente colpito dalla reazione dei caccia inglesi. Ferito alle gambe venne sostituito alla mitragliatrice dal capitano Ugo Pozza ed egli, portatosi alla postazione del puntatore, provvide allo sgancio delle bombe. Quando il capitano Pozza cadde mortalmente ferito riprese il suo posto alla mitragliatrice, ma fu a sua volta ucciso da un colpo alla testa sparato dalle armi di due Gloster Gladiator del No. 80 Squadron della Royal Air Force basato ad Amreya (Alessandria d'Egitto). Alla sua memoria gli venne concessa dapprima una Medaglia d'argento al valor militare, successivamente convertita in Medaglia d'oro, e la promozione postuma al grado di Maresciallo di terza classe. La sua salma riposa presso il Sacrario dell'Aeronautica Militare presso il cimitero del Verano, Roma.
Dopo la guerra l'Aeronautica Militare gli intitolò la Scuola Addestramento reclute di Macerata.

### Annotazioni
1. ↑  Anche il capitano Pozza fu decorato di Medaglia d'oro al valor militare alla memoria.

### Fonti
1. 1 2 3 4 5 6 7 8 9 10 11  Mattioli 2013, p. 34.
2. 1 2 3 4 5 6 7  Ufficio Storico dell'Aeronautica Militare 1969, p. 166.
3. ↑  Håkan Gustavsson, Ludovico Slongo, Desert Prelude, Early Clashes June-November 1940, Stratus s.c. 2010 - ISBN 978-83-894-5052-4.
4. ↑  Il Sacrario dell'Aeronautica Militare, p. 14.
5. ↑  Bollettino Ufficiale 1040, dispensa 32, registrato alla Corte dei Conti, addì 6 maggio 1941, registro n.25 Aeronautica, foglio n.88.

### Periodici
- Marco Mattioli, Tre destini per un sacrificio, in Aerei nella Storia, n. 93, Parma, West-Ward Edizioni, dicembre-gennaio 2013,  pp. 32-36, ISSN 1591-1071.